# Вила-Кова-ди-Карруш
Ви́ла-Ко́ва-ди-Ка́рруш (порт. Vila Cova de Carros)  —  населённый пункт и район в Португалии,  входит в округ Порту. Является составной частью муниципалитета  Паредиш. По старому административному делению входил в провинцию Дору-Литорал. Входит в экономико-статистический  субрегион Тамега, который входит в Северный регион. Население составляет 688 человек на 2001 год. Занимает площадь 3,66 км².
Покровителем района считается Иоанн Богослов (порт. São João Evangelista).